# Sergio Fantoni
Pour les articles homonymes, voir Fantoni.
Sergio Fantoni, né le 7 août 1930 à Rome et mort dans la même ville le 17 avril 2020, est un acteur et metteur en scène italien.

## Biographie
Sergio Fantoni entame sa carrière d'acteur au théâtre en 1948, dans la pièce de William Shakespeare Comme il vous plaira, mise en scène par Luchino Visconti, aux côtés de Vittorio Gassman et Marcello Mastroianni. Par la suite, il joue notamment dans Cyrano de Bergerac d'Edmond Rostand (1953, avec Gino Cervi), Pour Lucrèce de Jean Giraudoux (1966-1967), Oncle Vania d'Anton Tchekhov (1975-1976), ou encore Les Séquestrés d'Altona de Jean-Paul Sartre (1991, avec Elisabetta Pozzi).
On lui doit aussi des mises en scène, entre autres de La Musica de Marguerite Duras (1986, avec Ilaria Occhini) et Petits crimes conjugaux d'Éric-Emmanuel Schmitt (2004-2005).
Au cinéma, il débute dans deux films italiens sortis en 1950, dont Le Prince pirate de Pietro Francisci (où il retrouve Vittorio Gassman). Suivent quarante-sept autres films — beaucoup étant étrangers ou en coproduction —, le dernier sorti en 2003.
Citons Senso de Luchino Visconti (1954, avec Alida Valli et Farley Granger), L'Express du colonel Von Ryan de Mark Robson (film américain, 1965, avec Frank Sinatra et Trevor Howard), Le Hasard et la Violence de Philippe Labro (film franco-italien, 1974, avec Yves Montand et Katharine Ross), ainsi que Le Ventre de l'architecte de Peter Greenaway (film britannique, 1987, avec Brian Dennehy et Chloe Webb).
Pour la télévision, entre 1959 et 1999, Sergio Fantoni participe à six téléfilms et vingt-deux séries (dont plusieurs mini-séries, comme La Mafia en 1986 et Charlemagne, le prince à cheval en 1994).
S'illustrant en outre dans le domaine du doublage, il est par exemple la voix italienne de Rock Hudson dans Géant (1956), de Robert Vaughn dans Les Sept Mercenaires (1960), et de Ben Kingsley dans Gandhi (1982).
Son dernier rôle télévisé est celui de Cataldo Barbera dans l'épisode  La voce del violino (1999) de la série commissaire Montalbano. 
Sergio Fantoni est mort à Rome le 17 avril 2020 à l'âge de 89 ans.

## Théâtre (sélection)

### Acteur
- 1948 : Comme il vous plaira (Rosalinda o Come vi piace) de William Shakespeare, mise en scène de Luchino Visconti (Rome, Teatro Eliseo)
- 1952 : Hamlet (Amleto) de William Shakespeare (Rome, Teatro d'arte italiano)
- 1953 : Cyrano de Bergerac (Cirano de Bergerac) d'Edmond Rostand (Milan, Teatro spettacoli errepi)
- 1953 : Médée (Medea) d'Euripide, mise en scène de Luchino Visconti (Milan, Teatro Manzoni)
- 1954 : Trilogie La Villégiature (La Trilogia della villeggiatura) de Carlo Goldoni, mise en scène de Giorgio Strehler (Milan, Piccolo Teatro)
- 1956 : Électre (Elettra) de Sophocle (Syracuse, Teatro greco)
- 1957 : Britannicus de Jean Racine (Sicile, tournée)
- 1966-1967 : Pour Lucrèce (Pour Lucrece) de Jean Giraudoux, mise en scène de Luca Ronconi (tournée)
- 1967 : Mesure pour mesure (Misura per misura) de William Shakespeare, mise en scène de Luca Ronconi (tournée)
- 1970 : Othello ou le Maure de Venise (Otello) de William Shakespeare (Vérone, Teatro romano)
- 1971-1972 : Caligula (Caligola) d'Albert Camus (Rome, Gli Associati)
- 1972-1973 : L'Iliade d'Homère (Rome, Gli Associati)
- 1974-1975 : Œdipe roi (Edipo re) de Sophocle (Rome, Gli Associati)
- 1975 : Lorenzaccio d'Alfred de Musset (Rome, Cooperativa Teatro oggi)
- 1975-1976 : Oncle Vania (Zio Vania) d'Anton Tchekhov (Rome, Gli Associati)
- 1976-1977 : La Mort de Danton (La morte di Danton) de Georg Büchner (Rome, Gli Associati)
- 1981 : Les Trois Sœurs (Tre Sorelle) d'Anton Tchekhov (Rome, Teatro libero Romolo Valli)
- 1983 : The Real Thing (La cosa vera) de Tom Stoppard (Rome, La contemporanea '83)
- 1991 : Les Séquestrés d'Altona (I sequestri di Altona) de Jean-Paul Sartre (Parme, Teatro Due)
- 1995 : L'École des femmes (La scuola delle mogli) de Molière (Rome, La contemporanea '83)
- 1999 : La Dernière Bande (L'ultimo nastro di Krapp) de Samuel Beckett

### Metteur en scène
- 1986 : La Musica de Marguerite Duras (Rome, La contemporanea '83)
- 2000-2001 : Le Libertin (Il libertino) d'Éric-Emmanuel Schmitt (Rome, La contemporanea '83)
- 2001-2002 : Les Fourberies de Scapin (Le furberie di Scapino) de Molière (Rome, La contemporanea '83)
- 2003 : Oncle Vania (Zio Vania) d'Anton Tchekhov (Rome, La contemporanea '83)
- 2004-2005 : Petits crimes conjugaux (Piccoli crimini conjugali) d'Éric-Emmanuel Schmitt (Rome, La contemporanea '83)
- 2008-2009 : Candide (La commedia di Candido), adaptation par Stefano Massini du conte philosophique éponyme de Voltaire (Rome, La contemporanea '83)

## Filmographie partielle
(comme acteur)

### Cinéma
- 1950 : Le Prince pirate (Il leone di Amalfi) de Pietro Francisci : Ruggero
- 1952 : Le Prince esclave (Le meravigliose avventure di Guerrin Meschino) de Pietro Francisci
- 1953 : Le Capitaine fantastique (Capitan Fantasma) de Primo Zeglio : l'officier en second
- 1954 : Senso de Luchino Visconti : Luca
- 1958 : L'Enfer dans la ville (Nella città l'inferno) de Renato Castellani : le juge d'instruction
- 1959 : Hercule et la Reine de Lydie (Ercole e la regina di Lidia) de Pietro Francisci : Étéocle
- 1959 : La Bataille de Marathon (La battaglia di Maratona) de Jacques Tourneur : Théocrite
- 1960 : Les Évadés de la nuit (Era notte a Roma) de Roberto Rossellini : Don Valerio
- 1960 : Les Dauphins (I delfini) de Francesco Maselli : Dr Mario Corsi
- 1960 : Le Monstre au masque (Seddok, l'erede di Satana) d'Anton Giulio Majano : Pierre Mornet
- 1960 : Esther et le Roi (Esther and the King) de Raoul Walsh et Mario Bava : Haman
- 1960 : Le Séducteur (Il peccato degli anni verdi), de Leopoldo Trieste : L'époux de Giulia Giordani
- 1961 : Le Commando traqué (Tiro al piccione) de Giuliano Montaldo : Nardi
- 1961 : Il sicario de Damiano Damiani
- 1962 : Le Jour le plus court (Il giorno più corto) de Sergio Corbucci : l'ordonnance du colonel
- 1963 : Kali Yug, déesse de la vengeance (Kali Yug, la dea della vendetta) de Mario Camerini : Ram Chand
- 1963 : Pas de lauriers pour les tueurs (The Prize) de Mark Robson : Dr Carlo Farelli
- 1963 : Catherine de Russie (Caterina di Russia) d'Umberto Lenzi : Orloff
- 1963 : Le Mystère du temple hindou (Il mistero del tempio indiano) de Mario Camerini : Ram Chand
- 1964 : Haute Infidélité (Alta infedeltà), film à sketches, segment La sospirosa de Luciano Salce : Luigi
- 1965 : L'Express du colonel Von Ryan (Von Ryan's Express) de Mark Robson : Capitaine Oriani
- 1965 : Ne pas déranger s'il vous plaît (Do Not Disturb) de Ralph Levy : Paul
- 1966 : Qu'as-tu fait à la guerre, papa ? (What Did You Do in the War, Daddy?) de Blake Edwards : Capitaine Oppo
- 1967 : Diaboliquement vôtre de Julien Duvivier : Frédéric « Freddie » Launay
- 1970 : L'Assaut des jeunes loups (Hornets' Nest) de Phil Karlson et Franco Cirino : Von Hecht
- 1971 : Sacco et Vanzetti (Sacco e Vanzetti) de Giuliano Montaldo : le consul Giuseppe Andrower
- 1971 : Les Quatre Mercenaires d'El Paso (El hombre de Río Malo) d'Eugenio Martín : Colonel Enrique Fierro
- 1973 : La Fureur d'un flic (La mano spietata della legge) de Mario Gariazzo : Musante
- 1974 : Le Hasard et la Violence de Philippe Labro : Inspecteur Tanner
- 1974 : E cominciò il viaggio nella vertigine de Toni De Gregorio (it) : Andreï
- 1983 : Si elle dit oui... je ne dis pas non de Claude Vital : Carniato
- 1987 : Le Ventre de l'architecte (The Belly of an Architect) de Peter Greenaway : Io Speckler

### Télévision
(téléfilms, sauf mention contraire)
- 1969 : Oliver Cromwell : Rittrato di un dittatore de Vittorio Cottafavi : Oliver Cromwell
- 1980 : Un reietto delle isole de Giorgio Moser
- 1986 : La Cinquième Victime (The Fifth Victim) de Larry Peerce : Pietro
- 1986 : La Mafia (La piovra), suite de mini-séries
  - La Mafia 2 (La piovra 2) de Florestano Vancini, épisodes 1 à 4 : colonel Ettore Ferretti
- 1986 : Le Tiroir secret, mini-série en six épisodes de Danièle Thompson : Franco Pinelli
- 1988 : La coscienza di Zeno de Sandro Bolchi : Dr S.
- 1994 : A che punto è la notte de Nanni Loy : l'ingénieur Musumanno
- 1994 : Charlemagne, le prince à cheval, mini-série de Clive Donner : le pape Adrien